# Krisawat Kongkot
Krisawat Kongkot (thailändisch กฤษน์วัต คงคต, * 16. Juli 1999) ist ein thailändischer Fußballspieler.

## Karriere
Krisawat Kongkot steht seit 2018 bei Chainat Hornbill FC in Chainat unter Vertrag. 2018 spielte der Verein in der ersten Liga, der Thai League. Ende 2019 stieg der Club in die Thai League 2 ab. Die Rückserie 2019 wurde er an den Chainat United FC ausgeliehen. Der Club spielte in der vierten Liga, der Thai League 4. Hier trat Chainat in der Western Region an. Für den Club stand er zwölfmal im Tor. Nach der Saison kehrte er zu Hornbill zurück. Insgesamt stand er siebenmal in der Liga für Chainat zwischen den Pfosten. Im August 2022 nahm ihn der Zweitligaaufsteiger Krabi FC unter Vertrag. 